# Milton Antonio dos Reis
Milton Antonio dos Reis (Minas Gerais, 20 de setembro de 1933 — Minas Gerais, 1 de novembro de 2012) foi um empresário brasileiro.
Em 1986 decidiu disputar uma cadeira no Legislativo mineiro, contando com o apoio do ex-ministro Elizeu Rezende e o ex-prefeito Mauricio Campos.

## Biografia
Milton Reis, nascido em 1933, teve uma infância difícil e começou sua vida como auxiliar de mecânico. Trabalhava na oficina de seu pai, na época, ao lado do Restaurante Tavares na Rua Santa Catarina. Depois foi motorista de caminhão, onde levava sucatas de ferro dos trilhos dos bondes.
E foi em uma dessas viagens ao Rio de Janeiro, enfrentando um volante de caminhão, que Milton Reis pensou em abrir um restaurante. Passou por São Conrado, e viu um bar entre árvores, essa imagem ficou fixa em sua cabeça. Um dia ele ainda dotaria Belo Horizonte de um estabelecimento igual. Mas isso ainda demandou tempo, antes de ter o restaurante, Milton Reis foi motorista de carro de praça e garçom.  
Em 1964, aos 31 anos de idade, o empreendedor, guerreiro e agora empresário Milton Reis, abriu o Restaurante Mangueiras, nome dado por conta das várias arvores espalhadas pela Praça São Francisco. Localizado com vista para a lagoa em frente a Igreja São Francisco, mais conhecida como igrejinha da Pampulha. 
Ainda na década de 60, Milton Reis provou que além de guerreiro era um visionário e abriu o primeiro Drive-In de Belo Horizonte, o Drive-In Mangueiras, localizado também na Pampulha.
O tempo passou, os negócios foram prosperando, o povo prestigiando e já contando com o conceito de toda Minas Gerais, o Restaurante Mangueiras passou por uma grande reforma. Em 1970 foi transformado em um novo ponto de encontro para as famílias mineiras, em uma iniciativa corajosa de Milton Reis, a criançada podia usufruir dos brinquedos instalados no agora Restaurante e Churrascaria Mangueiras.
O Restaurante e Churrascaria Mangueiras foi frequentado pelo ex-presidente da República, na época senador, Jucelino Kubitschek e sua esposa Sara Kubitschek. Frequentaram também artistas e celebridades como Elis Regina e Martinho da Vila, políticos como o ex-ministro Elizeu Rezende e o ex-prefeito Julio Laender, jornalistas como Eugênio Silva, jogadores de futebol e as Forças Armadas em plena época de ditadura.
Ainda na década de 70, Milton Reis abriu na área da Pampulha uma lojinha de suvenier e uma lanchonete para receber os ônibus de turismo que chegavam de todo o Brasil para conhecer o Conjunto Arquitetônico da Pampulha. Além disso desenvolveu o empreendimento Espaço Espigão, local conhecido a onde se podia reunir a família para uma tarde de domingo agradável o lugar levava esse nome por oferecer várias guloseimas sendo o milho o principal ingrediente(milho verde, pamonha, broa e mingau).

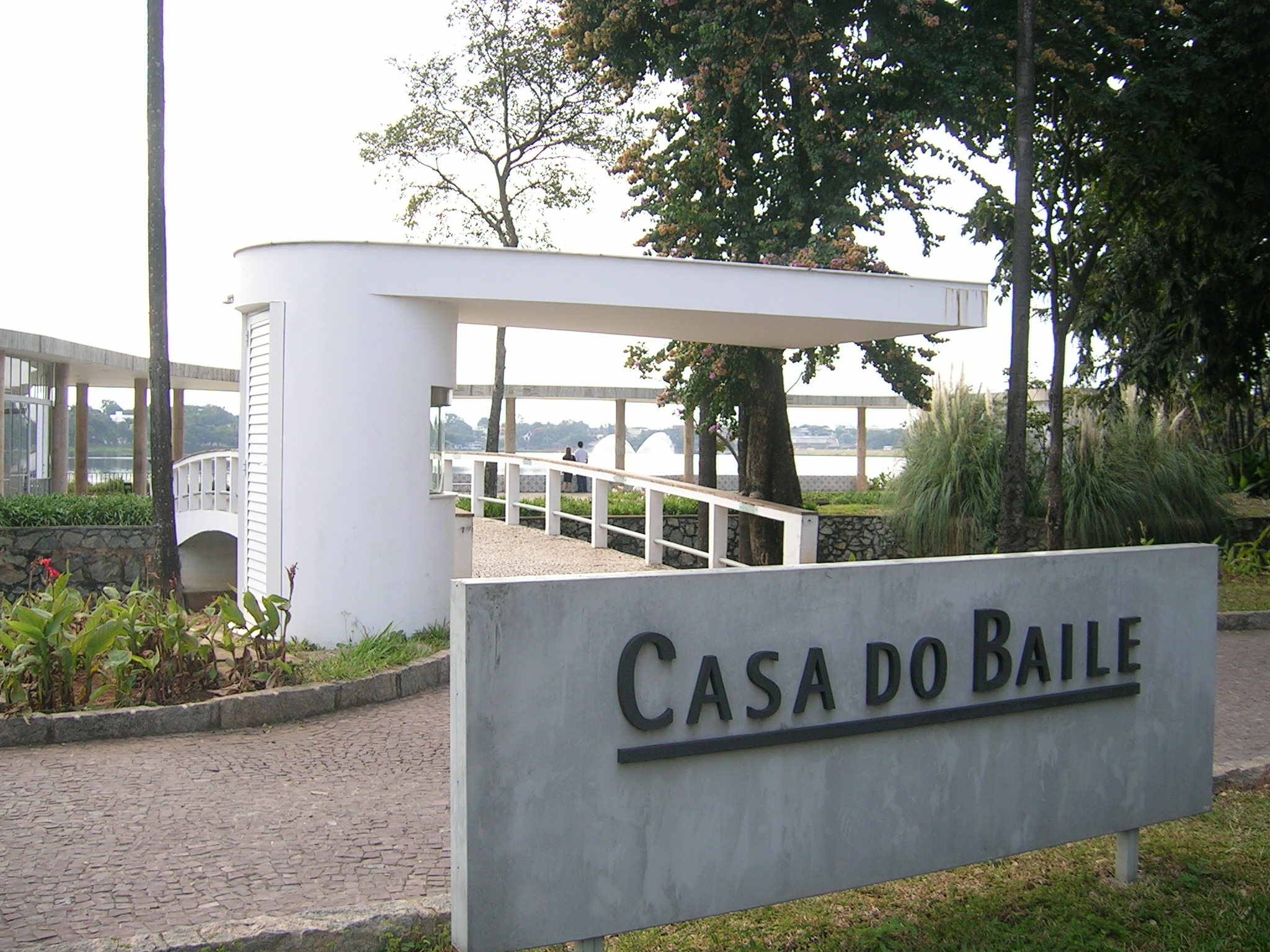
Casa do Baile, Belo Horizonte - MG

Nessa mesma época, abriu fora da região da Pampulha uma pizzaria. Localizada na Avenida Olegário Maciel, chamava-se Pizzaria Mangueiras, onde hoje funciona o restaurante chinês Macau. O local foi escolhido a dedo na capital mineira por estar próximo da Assembleia, sendo assim frequentado por deputados e vereadores da época. 
O empreendedor Milton Reis enriqueceu ainda mais a região da Pampulha reabrindo depois de um grande investimento e restauração a Casa do Baile, carinhosamente apelidada por ele como Ilha Bela. Essa que como outras várias obras do Conjunto Arquitetônico da Pampulha estavam abandonadas há anos. O empresário Milton Reis recebeu nela as Forças Armadas, celebridades e shows importantes de vários artistas, entre eles o sambista Martinho da Vila. 

Projeto do Hotel da Pampulha desenhado por Oscar Niemeyer

Poucos sabem, mas Juscelino Kubitschek, ao planejar o conjunto arquitetônico da Pampulha junto com Oscar Niemeyer, fez constar no projeto, além dos já conhecidos edifícios modernistas da igrejinha de São Francisco, cassino, Casa do Baile e Iate Golfe Clube, a construção de um hotel. Ele serviria para hospedar os frequentadores do cassino. No entanto, devido à proibição do jogo, o empreendimento não deu certo. Até hoje, à margem da lagoa, perto do PIC, existem as ruínas do hotel. Tomando conhecimento do projeto do hotel o empreendedor Milton Reis adotou a ideia e prometeu a JK construí-lo em terreno que possuía perto da igrejinha de São Francisco. Contratou Oscar Niemeyer e o projeto foi desenhado.
Em 1986 o empresário decidiu disputar uma cadeira no Legislativo mineiro, contando com o apoio do ex-ministro Elizeu Rezende e o ex-prefeito Mauricio Campos.
Ainda na década de 80, Milton Reis abriu mais duas pizzarias. Uma na Avenida do Contorno esquina com Rua Levindo Lopes que também levava o nome de Pizzaria Mangueiras e a outra na Avenida Uruguai com o nome de Pizza Belle. Tinha ainda o projeto de abrir um Iate Clube, chamado de Mangueiras Iate Clube.
Em 1991 o empresário abriu o restaurante panorâmico Mineiríssimo. Nos jardins do Mineirinho(ginásio) fez dele um novo cartão postal, um lugar de lazer, com boa comida mineira, muito sol e tranquilidade. O restaurante contava com muitas opções de brinquedos, permitindo aos pais degustarem um chopp gelado ouvindo musica e apreciando o que a cozinha mineira tinha de melhor.
Ainda na década de 90, Milton Reis recebeu uma homenagem por amigos, clientes e fornecedores por ter 30 anos dedicados ao lazer e turismo na Pampulha. Na mesma época abriu o Restaurante Vôlei de Praia, ideia essa que contava com várias quadras de areia incentivando a pratica do esporte na região da Pampulha.
O empresário de sucesso Milton Reis sempre incentivou a pratica de esportes, a união da família, o turismo e a diversão em torno da Lagoa da Pampulha.